# Ibor
L'Ibor est un cours d’eau espagnol d'une longueur de 60 km qui coule dans la communauté autonome de l'Estrémadure. Il est un affluent du Tage.

## Source de la traduction
- (es) Cet article est partiellement ou en totalité issu de l’article de Wikipédia en espagnol intitulé « Río Ibor » (voir la liste des auteurs).